# Devočka i krokodil
Devočka i krokodil (Девочка и крокодил) è un film del 1956 diretto da Iosif Gindin e Isaak Michajlovič Menaker.